# امی ویلسون (بازیکن فوتبال)
امی ویلسون (انگلیسی: Amy Wilson؛ زادهٔ ۹ ژوئن ۱۹۸۰) بازیکن فوتبال اهل استرالیا است.

وی همچنین در تیم ملی فوتبال زنان استرالیا بازی کرده‌است.